# ¡Cu-Cut!

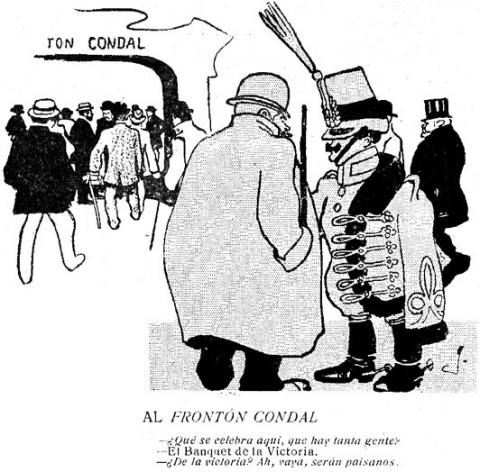
Cartum de Joan Junceda ridicularizando o exército espanhol que levou ao ataque ao escritório central da ¡Cu-Cut!

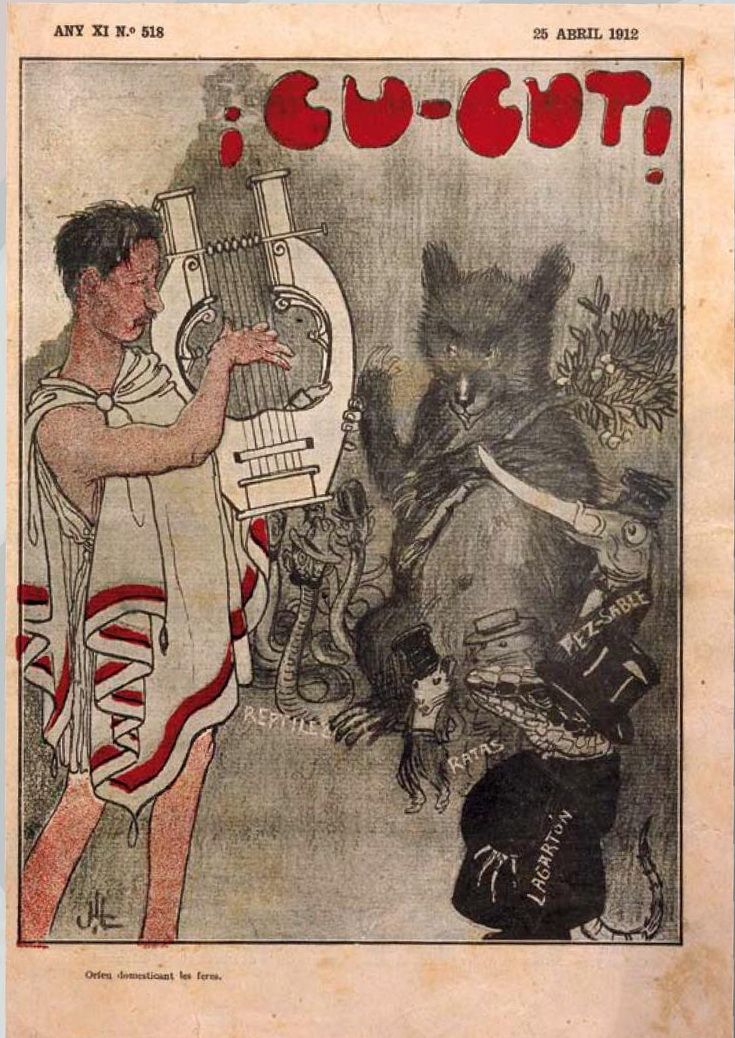
A capa satírica da revista que irritou a liderança da Liga Regionalista e provocou seu fechamento

¡Cu-cut! foi uma revista satírica catalã publicada em Barcelona entre 1902 e 1912, seguindo a linha política marcada pela Liga Regionalista de Francesc Cambó.

## História
¡Cu-cut!, em homenagem ao pássaro cuco (em catalão:  Cucut), foi publicada pela primeira vez em 2 de janeiro de 1902 e, como a revista El Be Negre, que seria publicada posteriormente, se opunha firmemente ao lerrouxismo na Espanha. Seu diretor era Manuel Folch i Torres e a maioria dos artigos foi escrita por Josep Morató i Grau, Eduard Coca i Vallmajor e Manuel Urgellès, entre outros, como Josep Abril i Virgili e Vicenç Caldés i Arús. Os principais ilustradores foram Joan Llaverias, Joan Junceda, Ricard Opisso, Feliu Elias, apelidado de Apa, Lluís Bagaria e Lola Anglada. Um dos personagens mais representativos da revista era "el català" (o catalão), um homenzinho vestindo uma barretina desenhada por Gaietà Cornet i Palau, diretor artístico da revista.
A revista tinha dezesseis páginas, geralmente impressas em duas cores, editadas por Josep Baguñà e impressas por Marià Galve. O preço foi de dez cèntims. O diretor literário era Manuel Folch i Torres, o diretor de arte Gaietà Cornet i Palau e o diretor Ramon Pruna, que se tornou uma espécie de bode expiatório para os sucessivos casos judiciais contra a revista e foi preso mais de uma vez.
Em 23 de novembro de 1905, a revista publicou uma caricatura de Joan Junceda ridicularizando os militares. Depois disso, cerca de trezentos oficiais do exército espanhol, furiosos com a revista por terem publicado o desenho ofensivo, invadiram os escritórios da Cu-Cut!, que também eram os escritórios de En Patufet e La Veu de Catalunya. Eles causaram muita destruição no prédio, queimando o local antes de sair.
Sob pressão das forças armadas, o governo espanhol decretou uma suspensão de cinco meses da publicação da revista, entre dezembro de 1905 e 28 de abril de 1906. Esses eventos levaram à aprovação da Lei de Jurisdições, que restringiu severamente a liberdade de expressão na Espanha, discursando contra "a Espanha e seus símbolos" — as Forças Armadas da Espanha, incluindo-se como um dos símbolos — uma ofensa criminal.
Devido ao seu humor agudo e ousada sátira política Cu-Cut! obteve muito sucesso, atingindo um pico de sessenta mil cópias impressas. Mesmo assim, foi forçada a encerrar em 1912 pelos líderes da Liga Regionalista, ressentidos pela capa satírica de Joan Llaverias na edição de 25 de abril de 1912. Após o encerramento do Cu-Cut! a equipe de editores e ilustradores continuou seu trabalho na revista infantil catalã En Patufet.
Por ocasião do primeiro centenário do fechamento da revista, o Arquivo Histórico da Cidade de Barcelona (Arxiu Històric de la Ciutat de Barcelona) encenou uma exposição e publicou um catálogo baseado na outrora famosa revista. A exposição foi encomendada pelo cartunista catalão Jaume Capdevila (Kap) e produzida pela Associació Tantatinta.